# Sadie Farell
Sadie Farell – znana z legend i opowieści XXI-wieczna amerykańska przestępczyni, przywódczyni gangu i piratka rzeczna działającą pod pseudonimem Sadie the Goat.

## Życiorys
Uważa się, że była złodziejką uliczną na terenie „Krwawej” Czwartej Dzielnicy w Nowym Jorku. Gdy spotkała potencjalną ofiarę, uderzała ją głową w brzuch, a jej wspólnik uderzał ofiarę procą, po czym ją okradał. Według jednej z legend  nowojorskiego półświatka była uwikłana w długotrwały konflikt z strażniczką Gallus Mag, która podczas bójki w barze odgryzła Sadie ucho.
Sadie miała się później udać na nabrzeże West Side na Manhattanie. Wiosną 1869, podczas wędrówki po dokach, widziała, jak członkowie Charlton Street Gang bezskutecznie próbują wejść na pokład małego slupa zakotwiczonego na środku rzeki. Zaoferowała im swoje usługi i została przywódczynią gangu. W ciągu kilku dni zorganizowała udane porwanie większego slupa. Gang żeglował po rzece Hudson i Cieśninie Harlemskiej, napadając na małe wioski, rabując domy i rezydencje nad rzeką, czasami porywając dla okupu mężczyzn, kobiety i dzieci. Mówiono, że Sadie zmusiła kilku mężczyzn-więźniów do chodzenia po desce.
Gang kontynuował działalność przez kilka miesięcy. Ukrywali łupy w kilku kryjówkach, a potem stopniowo pozbywali się go przez lombardy działające wzdłuż rzek Hudson i East. W końcu lata 1869 farmerzy zaczęli stawiać opór najazdom gangu, atakując bandę ogniem. Wówczas gang porzucił slup, a Sadie wróciła do Czwartej Dzielnicy. Była tam znana jako „Królowa Nabrzeża”. Następnie podobno zawarła rozejm z Gallus Mag, która zwróciła jej ucho trzymane dotąd w słoiku. Sadie miała je nosić na szyi jako medalion do końca życia.

## W kulturze popularnej
W filmie Martina Scorsese Gangi Nowego Jorku (2002) postać Hell-Cat Maggie, gangsterki ulicznej i wojowniczki, grana przez Carę Seymour, jest połączeniem Gallus Mag, Hell-Cat Maggie i Sadie Farell.
W 2016 Kat Dennings zagrała postać Sadie Farell w odcinku pt. „Scoundrels” w serialu Drunk History na Comedy Central.